# RML Short Wheelbase
 (janvier 2022).
La RML Short Wheelbase est une voiture de grand tourisme produite par RML Group.

## Histoire
La Short Wheelbase, conçue en tant que coupé, a été présentée en mai 2021 après environ trois ans de développement. La production en série, limitée à 30 exemplaires, du véhicule devrait débuter fin 2021.
Le modèle rappelle la Ferrari 250 GT à empattement court construite à 167 exemplaires entre 1959 et 1962. Le design reprend de nombreux éléments de la Ferrari. Entre autres choses, la forme de la calandre, les pare-chocs manquants ou la prise d'air sur le capot sont des éléments de design que Ferrari a également utilisés. Cependant, les roues à rayons multiples n'ont pas d'écrous à oreilles. La Short Wheelbase n'utilise pas non plus de plastique à l'intérieur. Au lieu de cela, de l'aluminium, du verre et du cuir sont utilisés. Contrairement à la 250 GT à empattement court, la voiture dispose de la climatisation et d'un système de navigation, qui peut être abaissé dans la console centrale.

## Caractéristiques
Techniquement, la Short Wheelbase est basée sur la Ferrari 550 Maranello construite entre 1996 et 2001. Elle est équipée d'un moteur V12 atmosphérique de 5,5 litres développant 357 kW (485 ch). Le coupé accélère jusqu'à 100 kilomètres par heure (62 mph) en 4,1 secondes, la vitesse maximale est spécifiée à 298 kilomètres par heure (185 mph).